# Greenup
Greenup es una villa ubicada en el condado de Cumberland en el estado estadounidense de Illinois. En el Censo de 2010 tenía una población de 1513 habitantes y una densidad poblacional de 334 personas por km².

## Geografía
Greenup se encuentra ubicada en las coordenadas 39°14′53″N 88°9′36″O / 39.24806, -88.16000. Según la Oficina del Censo de los Estados Unidos, Greenup tiene una superficie total de 4.53 km², de la cual 4.52 km² corresponden a tierra firme y (0.11%) 0.01 km² es agua.

## Demografía
Según el censo de 2010, había 1513 personas residiendo en Greenup. La densidad de población era de 334 hab./km². De los 1513 habitantes, Greenup estaba compuesto por el 99.01% blancos, el 0.2% eran afroamericanos, el 0.33% eran amerindios, el 0.26% eran asiáticos, el 0% eran isleños del Pacífico, el 0% eran de otras razas y el 0.2% pertenecían a dos o más razas. Del total de la población el 0.46% eran hispanos o latinos de cualquier raza.